# Elian Lehto
Elian Lehto (* 2. Juni 2000) ist ein finnischer Skirennläufer. Er startet hauptsächlich in den Disziplinen Abfahrt und Super-G sowie vereinzelt im Riesenslalom.

## Biografie
Lehto gab sein internationales Renndebüt am 18. November 2016 bei einem FIS-Rennen in Levi. Sein erstes internationales Großereignis bestritt er nur wenige Monate später. Beim Europäischen Olympischen Winter-Jugendfestival in Erzurum belegte er im Slalom bzw. Riesenslalom die Plätze 9 und 15. Zwei Jahre später gab er am 19. Dezember 2018 sein Weltcupdebüt. Beim Riesenslalom in Saalbach-Hinterglemm schied er jedoch bereits im ersten Durchgang aus. In derselben Saison trat er auch erstmals bei Juniorenweltmeisterschaften an. Bei den Wettkämpfen in Val di Fassa schied er jedoch ebenfalls im ersten Durchgang des Riesenslaloms aus.
Mit Beginn der Saison 2019/20 wechselte Lehtos Fokus von den technischen Disziplinen hin zu den Speeddisziplinen. Bereits bei den Juniorenweltmeisterschaften in Narvik erreichte er mit Rang 7 erstmals ein Top 10 Ergebnis bei einem internationalen Großereignis. 2021 startete Lehto letztmals bei Wettkämpfen der Juniorenweltmeisterschaften. In Bansko konnte er jedoch nicht an die Leistungen des Vorjahres anknüpfen, so erreichte er als beste Platzierung lediglich den 14. Rang im Super-G.
Am 15. Dezember 2022 gewann Lehto bei einem erst dritten Weltcupeinsatz seine ersten Punkte. Bei der Abfahrt auf der Saslong in Gröden belegte er den 20. Platz. In dieser Saison bestritt er auch seine ersten Weltmeisterschaften der „Erwachsenen“-Klasse. In Courchevel/Méribel erreichte er die Ränge 22 bzw. 25. in Super-G und Abfahrt, wobei Lehto dabei auch einige Topathleten hinter sich lassen konnte. Sein bis dato bestes Weltcupergebnis erzielte Lehto am 19. Januar 2024, als er bei der Abfahrt auf der Streif den elften Rang belegte. Am Tag darauf bestätigte er seine gute Form mit einem weiteren elften Rang.
Lehto trainiert in einer Trainingsgemeinschaft mit Swiss-Ski.

## Erfolge

### Weltmeisterschaften
- Courchevel/Méribel 2023: 22. Super-G, 25. Abfahrt
- Saalbach-Hinterglemm 2025: 14. Abfahrt, 26. Super-G

### Weltcup
- 5 Platzierungen unter den besten 20

### Weltcupwertungen
| Saison  | Gesamt | Gesamt | Abfahrt | Abfahrt | Super-G | Super-G |
| Saison  | Platz  | Punkte | Platz   | Punkte  | Platz   | Punkte  |
| ------- | ------ | ------ | ------- | ------- | ------- | ------- |
| 2022/23 | 130.   | 15     | 48.     | 15      | –       | –       |
| 2023/24 | 69.    | 94     | 25.     | 73      | 39.     | 21      |
| 2024/25 | 70.    | 97     | 22.     | 70      | 39.     | 27      |

### Juniorenweltmeisterschaften
- Val di Fassa 2019: DNF Riesenslalom
- Narvik 2020: 7. Abfahrt, DSQ Super-G
- Bansko 2021: 14. Super-G, 16. Riesenslalom, DNF Slalom

### Europacup
- 3 Platzierungen unter den besten 10, davon 2 Podestplätze

### Weitere Erfolge
- Erzurum 2017: 9. Slalom, 15. Riesenslalom
- 7 Siege bei FIS-Rennen